# Дженнінгс-Лодж (Орегон)
Дженнінгс-Лодж (англ. Jennings Lodge) — переписна місцевість (CDP) в США, в окрузі Клакамас штату Орегон. Населення — 7503 особи (2020).

## Географія
Дженнінгс-Лодж розташований за координатами 45°23′34″ пн. ш. 122°37′1″ зх. д. / 45.39278° пн. ш. 122.61694° зх. д. (45.392845, -122.616834).  За даними Бюро перепису населення США в 2010 році переписна місцевість мала площу 4,41 км², з яких 4,15 км² — суходіл та 0,26 км² — водойми.

## Демографія
Згідно з переписом 2010 року, у переписній місцевості мешкало 7315 осіб у 3027 домогосподарствах у складі 1855 родин. Густота населення становила 1659 осіб/км².  Було 3203 помешкання (727/км²).
Расовий склад населення:
| - 87,5 % — білих - 1,8 % — азіатів - 1,6 % — чорних або афроамериканців - 0,8 % — корінних американців - 0,4 % — вихідців з тихоокеанських островів - 4,7 % — осіб інших рас |

До двох чи більше рас належало 3,3 %. Частка іспаномовних становила 11,1 % від усіх жителів.
За віковим діапазоном населення розподілялося таким чином: 23,1 % — особи молодші 18 років, 62,7 % — особи у віці 18—64 років, 14,2 % — особи у віці 65 років та старші. Медіана віку мешканця становила 38,3 року. На 100 осіб жіночої статі у переписній місцевості припадало 95,9 чоловіків;  на 100 жінок у віці від 18 років та старших — 91,2 чоловіків також старших 18 років.
Середній дохід на одне домашнє господарство  становив 66 853 долари США (медіана — 52 457), а середній дохід на одну сім'ю — 78 045 доларів (медіана — 57 660). Медіана доходів становила 45 646 доларів для чоловіків та 44 643 долари для жінок. За межею бідності перебувало 15,8 % осіб, у тому числі 25,2 % дітей у віці до 18 років та 9,2 % осіб у віці 65 років та старших.
Цивільне працевлаштоване населення становило 3367 осіб. Основні галузі зайнятості: освіта, охорона здоров'я та соціальна допомога — 18,0 %, роздрібна торгівля — 16,4 %, виробництво — 14,1 %, науковці, спеціалісти, менеджери — 11,9 %.